# Distichophyllum cuspidatum
Distichophyllum cuspidatum là một loài Rêu trong họ Hookeriaceae. Loài này được (Dozy & Molk.) Dozy & Molk. mô tả khoa học đầu tiên năm 1846.